# Giuseppe Aniello Cafiero

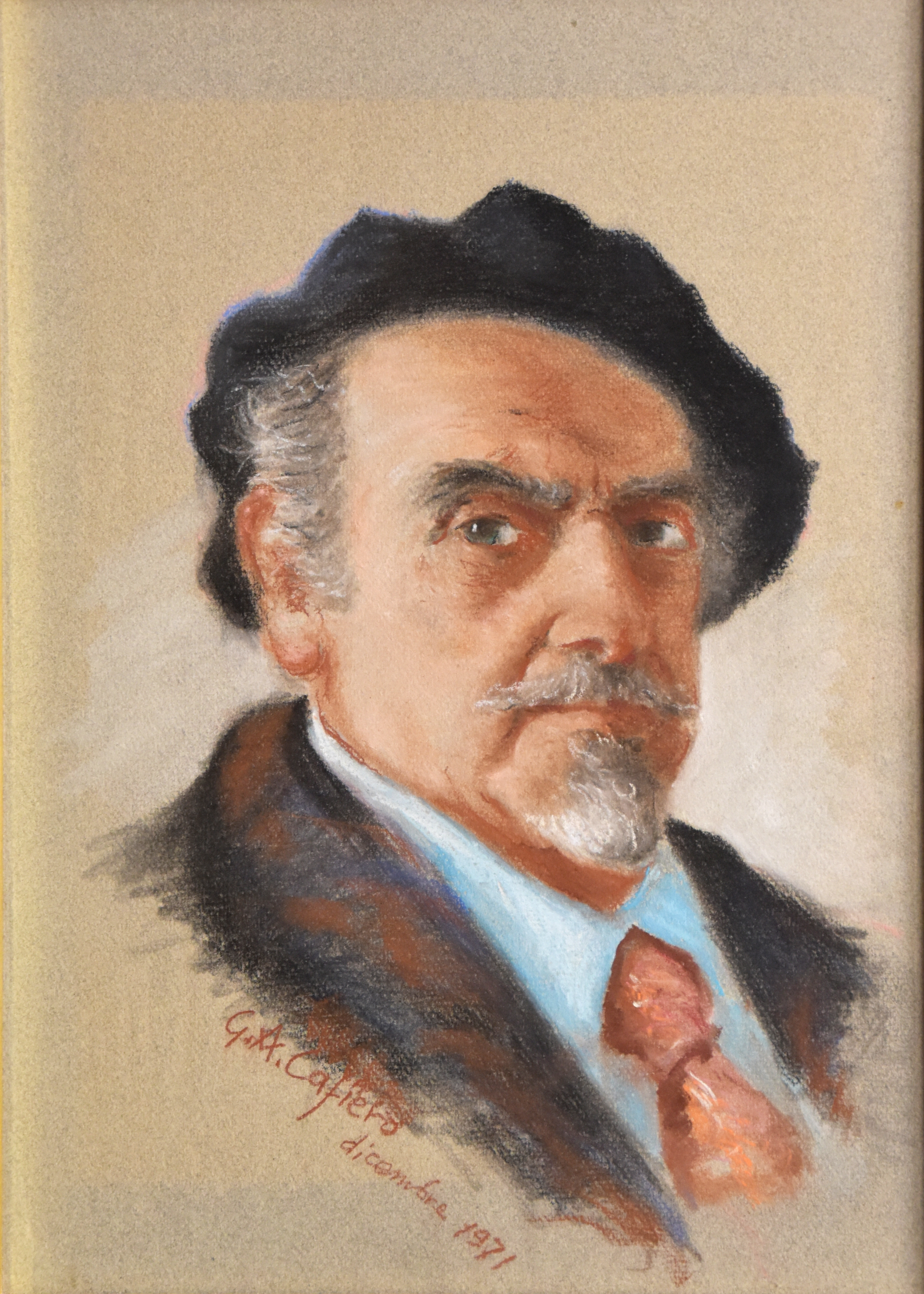
Autoritratto di Giuseppe Aniello Cafiero. Pastelli su cartoncino.

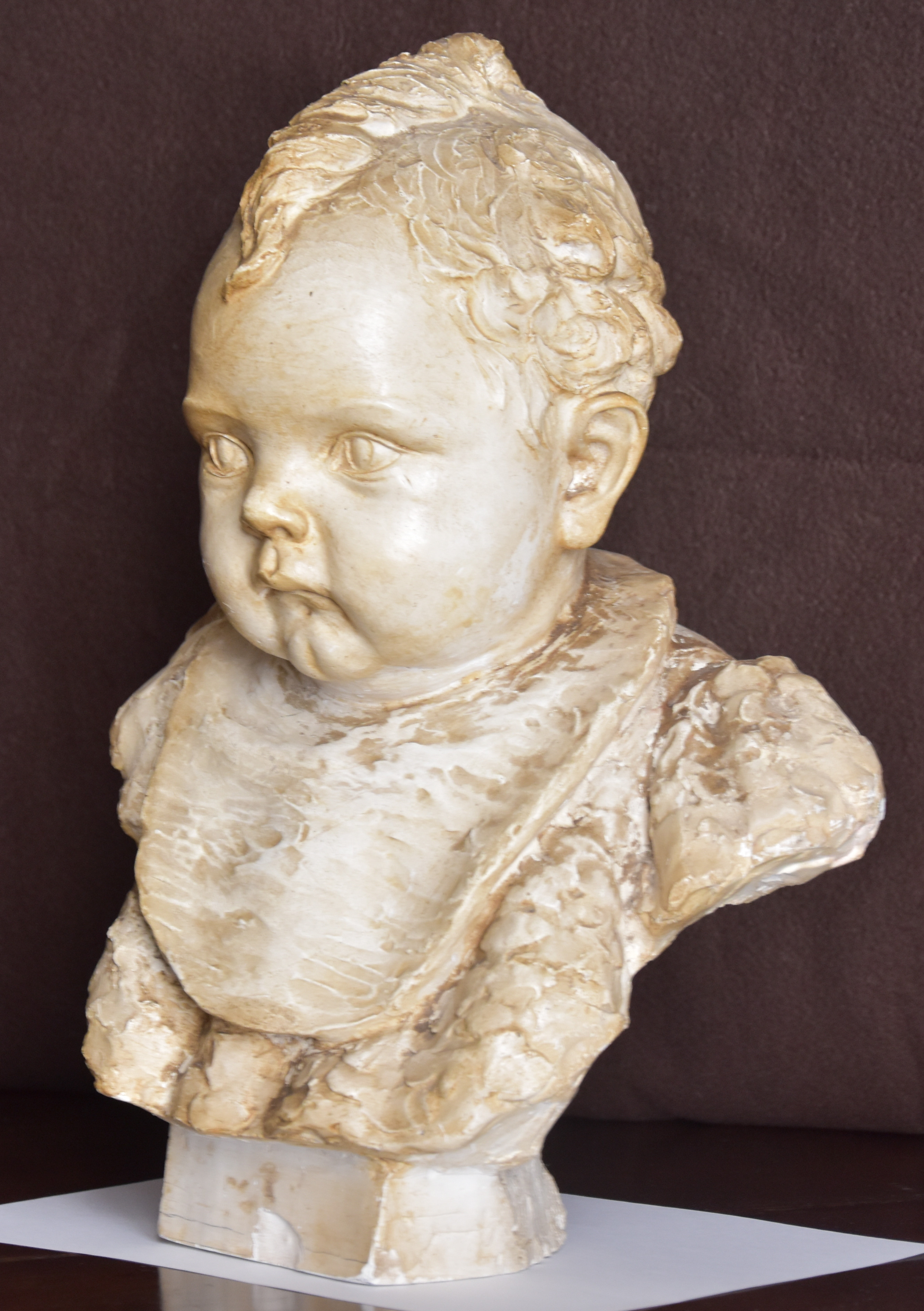
Il figlio Benvenuto piccolo. Scultura in gesso.

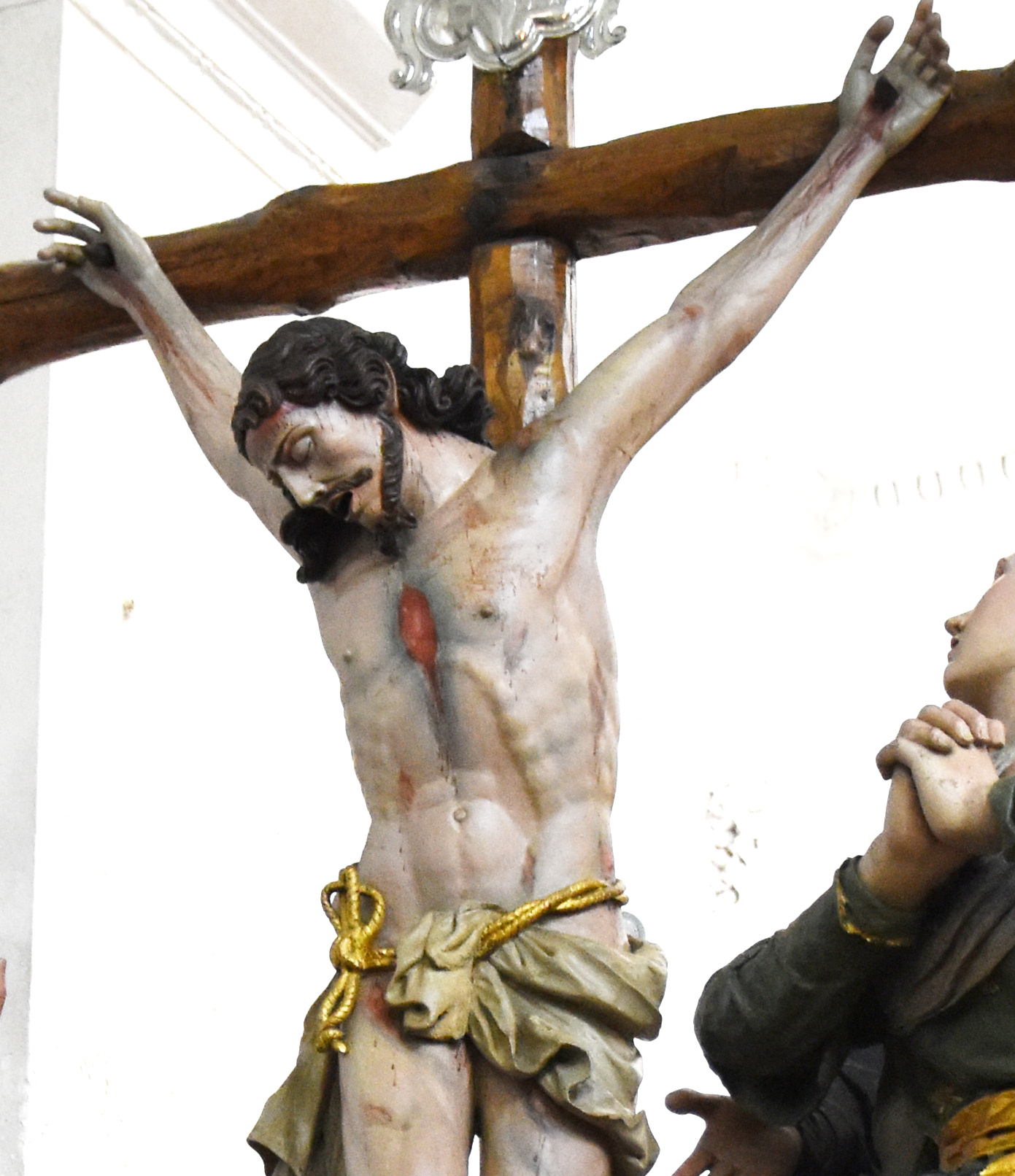
Cristo nel mistero "Ferita al costato". Distrutto durante la guerra, Cafiero ricostruì il gruppo riutilizzando i pochissimi pezzi rimasti.

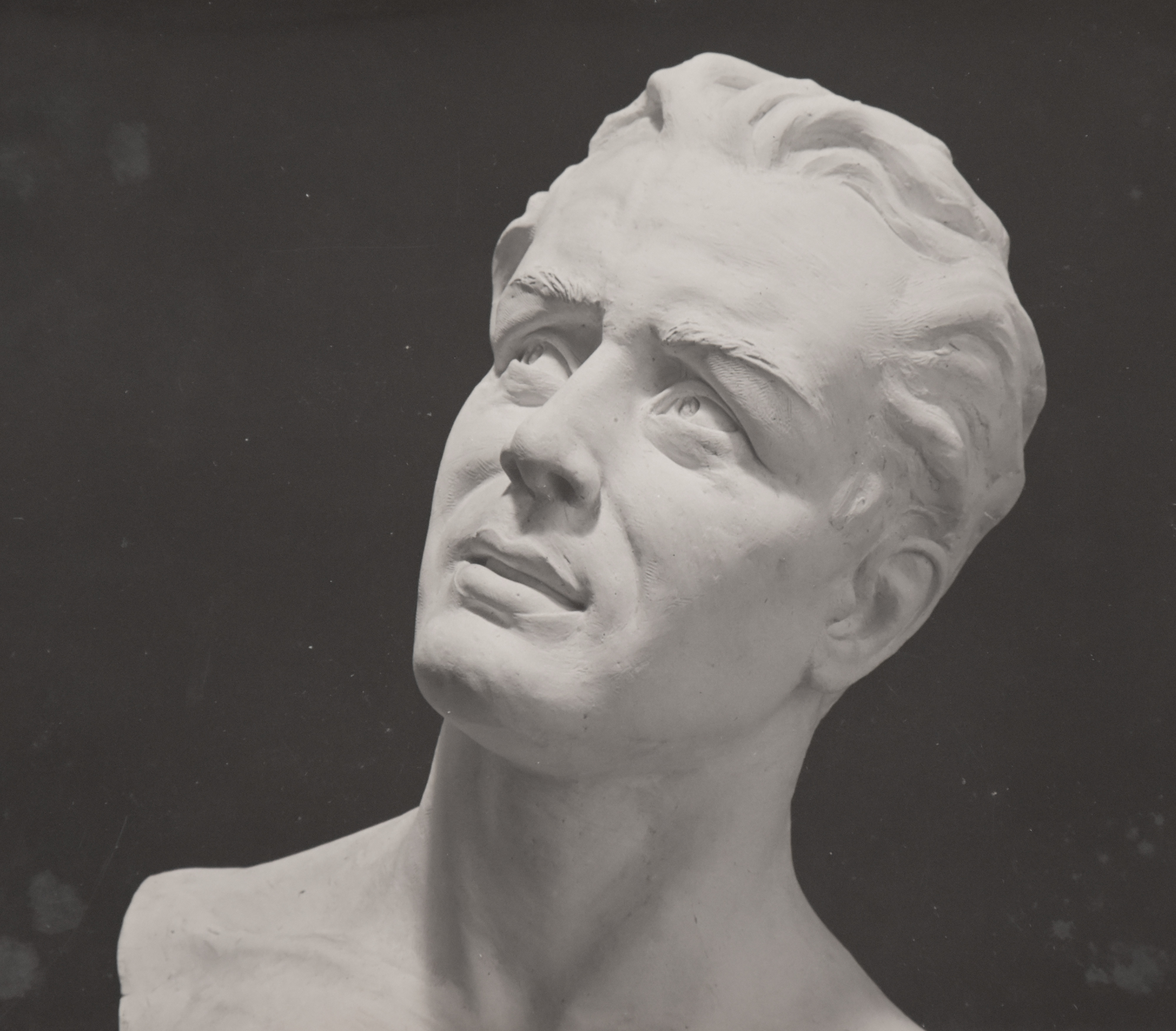
Scultura in marmo della testa di Livio Bassi, pilota di caccia nella seconda guerra mondiale.

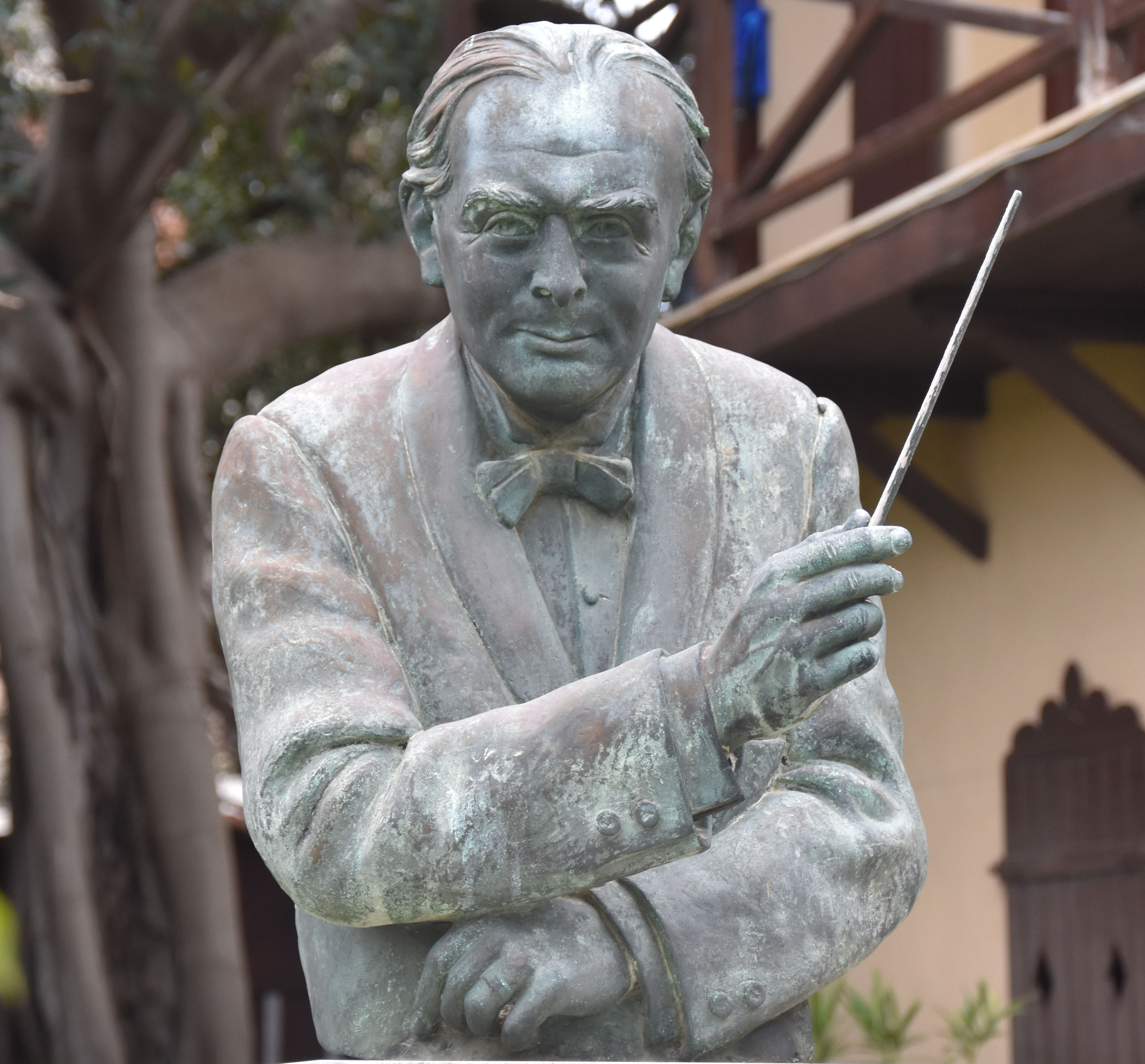
Giovanni De Santis. Scultura in bronzo presso la Villa Margherita di Trapani.

Giuseppe Aniello Cafiero (Trapani, 5 ottobre 1903 – Trapani, 3 maggio 1973) è stato uno scultore e pittore italiano.

## Biografia

### Gli anni della giovinezza - La guerra
Nato con “l'arte nell'animo”, come scrisse Nino Passalacqua sul giornale “L'Ora” del 1º luglio 1935, comincia a scuola con l'aiutare i compagni non portati per il disegno. La sua sete di conoscere e di esprimersi lo porta a curare, assieme a un compagno di scuola, la redazione del giornale locale “Perseo”.
Figlio di Paolo originario dell'Aquila, impiegato a Trapani nella Regia Esattoria, e di Concetta Culcasi di Erice (Tp), frequenta l'Istituto Tecnico Salvatore Calvino di Trapani che però lascia, senza completare gli studi, a causa di un diverbio con un professore per difendere la sorella iscritta nello stesso istituto. Nelle botteghe degli artisti trapanesi affina la sua tecnica: in particolare il suo maestro nell'arte della pittura è Antonio Parisi. A Palermo si perfeziona nell'arte della scultura con Francesco Cocchiara.
Dalla descrizione che ne fa Nino Passalaqua, si può dedurre che il giovane Cafiero deve essere una mente in ebollizione, con tante idee, desiderosa di conoscere, approfondire, affinare le tecniche artistiche. Attratto dai vari aspetti della realtà che lo circonda, vuole essere padrone di rappresentare le sensazioni che in lui suscitano usando di volta in volta la tecnica più adatta allo scopo. Così disegna, dipinge ad olio, ad acquerello, usando pastelli, gira per la Sicilia per conoscere la lavorazione della creta. Il Passalacqua, che visita il suo studio, ci parla di ritratti di Richard Strauss, del vecchio maestro Parisi, del padre dello stesso Cafiero che segue il figlio nell'ascesa verso l'arte e marine di Trapani nel loro tramonto incantevole. (Il figlio Benvenuto racconterà allo scrivente che da bambino, quando si avvicinava l'ora del tramonto, il padre lo portava in riva al mare e rimanevano lì a osservare i colori di quel fenomeno). E ancora nella saletta dello studio dedicata alla scultura il Passalacqua ci descrive il busto del musicista Antonio Scontrino (in gesso bronzato attualmente alla Biblioteca Fardelliana di Trapani), una testa del Cristo morente più volte chiesta per l'acquisto ma che l'artista si è sempre rifiutato di vendere, una testa di satiro sghignazzante e altro. In quel periodo comincia a occuparsi di restauro, così viene chiamato a prestare la sua opera da istituti religiosi, musei, enti. Il Passalacqua scrive ancora: «Conoscitore di storia ed innamorato delle cose sacre, egli può ridare ai vecchi quadri quella vitalità che il tempo aveva rubata».
In quel periodo abita in via San Francesco d'Assisi nel palazzo di proprietà dei genitori e ha lo studio nel piano terra dello stesso. Nello stabile di fronte dimora la giovane Domenica Di Gregorio. Si sposano il 21 aprile del 1942 nella Chiesa del Purgatorio di Trapani. Sono gli anni della seconda guerra mondiale, Trapani subisce bombardamenti aerei che devastano interi quartieri, il palazzo dei Cafiero viene distrutto dalle bombe e con esso lo studio e le opere di Giuseppe.

### Il dopoguerra
Nel dopoguerra nascono prima il figlio Benvenuto, che seguirà le orme del padre, e sette anni dopo la figlia Concetta Veraluce. Lo ritroviamo a lavorare nel restauro dei gruppi dei misteri che vengono portati in processione il venerdì santo, semidistrutti o danneggiati dai bombardamenti. Si tratta a volte di una vera e propria ricostruzione, come nel caso dei gruppi: “Il trasporto al sepolcro” del quale erano rimasti solo frammenti; “La ferita al costato” del quale in particolare si può ammirare la straordinaria attenzione anatomica con cui viene ricostruito il Cristo morto in croce con i brandelli del precedente mistero. Dimostra così di avere ripreso la tecnica scultorea del legno tela e colla degli antichi maestri trapanesi e le sue opere, oltre che nei misteri, si trovano in alcune chiese e in cappelle private.
Ma Cafiero scolpisce pure il marmo come il busto di Livio Bassi, eroe dell'aviazione, che Gaspare Giannitrapani definisce “fortemente drammatico ed espressivo” sul Corriere Trapanese. Attualmente la scultura si trova nella parte militare dell'aeroporto di Birgi (TP) che prende proprio il nome di M.O.V.M. Livio Bassi.
Nel 1951 è al lavoro nel restauro degli affreschi del cappellone della cattedrale San Lorenzo di Trapani che si trovano in pessimo stato. Tra il 1955 e il 1956 restaura la lampada di Fra Matteo Bavera in rame dorato coralli e smalti al Museo Pepoli di Trapani e sempre nello stesso museo nel 1959 restaura il presepe con statuine in legno tela e colla.
Cafiero fu un uomo schivo, riservato, lasciava che fosse la sua arte a parlare per lui. Avrebbe voluto omaggiare, così disse, la sua città con un monumento per ricordare i trapanesi morti nei bombardamenti subiti durante la guerra, e allo scopo aveva preparato disegni, relazione tecnica, costi economici, ecc. Furono raccolti i soldi, ottenute le autorizzazioni, ma cambiò il sindaco della città e non se ne fece nulla.
Ci lascia decorazioni parietali, opere su tela e tavola, in particolare ritratti, paesaggi, nature morte, vedute marine, ma anche sculture, il tutto sparso soprattutto in abitazioni dell'alta borghesia, in chiese e opere religiose varie. Da ricordare il busto in bronzo del maestro Giovanni De Santis del 1969 che si trova alla Villa Margherita, parco pubblico di Trapani; un'imponente statua del Cristo benedicente per una cappella del cimitero di Trapani; il monumento in marmo a Giovanni Lavaggi, aviatore caduto nei pressi del Cairo il 7 agosto 1935,  per l'ex aeroporto di Milo.    
Interessante un bassorilievo in terracotta che fu realizzato per lo “stazzuni” (fabbrica di oggetti di argilla) di Partanna, in ricordo della strage dell'8 maggio 1921 in cui a Castelvetrano (Tp) squadre fasciste, durante un comizio di un candidato socialista, diressero tre autocarri contro la folla inerme, sparando e lanciando bombe.
Nel dicembre del 1972 completava la Madonna del Triduo con la tecnica del legno tela e colla, su commissione di suor Maria La Commare. Questa suora laica, fondatrice dell'associazione “La celeste crociata” riconosciuta dalla Chiesa Cattolica, affermando di vedere la Madonna, voleva che ne fosse realizzata una statua. Il Cafiero la scolpì seguendo le sue descrizioni e la suora disse che corrispondeva esattamente a quella che le appariva nelle sue visioni. Dopo pochi mesi Giuseppe Cafiero morì.